# Klammbachwaldbahn
Die Klammbachwaldbahn diente der forstlichen Bewirtschaftung der Waldflächen nordöstlich von Achenkirch. Die circa sechs Kilometer lange Schmalspur-Bahn (760 mm Spurweite) führte von Weitgries in einem großen Bogen in den Achenwald hinein. Zeitlich beschränkt bediente man sich auch eines Schrägaufzugs zur Holzbringung. Die Waldbahn wurde im Ersten Weltkrieg von Kriegsgefangenen erbaut und bis um 1960 betrieben.